# Ерёмин, Пётр Александрович
Пётр Александрович Ерёмин (род. 14 июля 1992, Электросталь, Московская область) — российский хоккеист, вратарь.

## Биография
Воспитанник «Кристалла» Электросталь, в сезоне 2008/09 играл за «Кристалл-2». На драфте юниоров КХЛ 2009 года был выбран под № 47 клубом «Атлант» Мытищи, четыре сезона отыграл в команде МХЛ «Атланты». 2 сентября 2013 года подписал контракт с «Амуром». Провёл в КХЛ один матч — 7 октября 2013 года в гостевой игре против СКА (3:4 ОТ) при счёте 0:1 в первом периоде заменил Мику Ярвинена. Через 58 секунд пропустил шайбу и был заменён обратно.
Сезон 2014/15 провёл в «Сочи», не сыграв ни одного матча. Играл за «Кристалл» Саратов (2015/16) и «Ростов» (2016/17).
Тренер вратарей академии хоккея «Олимпийская деревня-80».